# Berliner Kaufmannschaft
Die Berliner Kaufmannschaft war von 1820 bis 1920 ein Zusammenschluss von Kaufleuten.

## Geschichte
Gegründet wurde sie 1820 in Berlin unter dem Namen „Korporation der Kaufmannschaft von Berlin“. Am 2. März 1820 erließ König Friedrich Wilhelm III. ein entsprechendes Statut. Die Korporation wurde Träger der Berliner Börse.
In der Kaufmannschaft schlossen sich 421 Kaufleute der Tuch- und Seidenhandlung, 531 der Spezerei- und Materialhandlung sowie die 1803 gegründete Vereinigte Börsenkorporation zusammen. Vorgesetzte Behörden waren der Magistrat der Stadt Berlin und das preußische Ministerium für Handel und Gewerbe. Sie verwaltete die Angelegenheiten der Kaufmannschaft und vertrat sie nach außen. Ihr Zuständigkeitsbereich umfasste die Städte Berlin und Charlottenburg. Die Leitung der Korporation erfolgte durch ein Ältesten-Kollegium.